# Monastère de Godoncourt
Le monastère orthodoxe de Godoncourt est un ancien couvent catholique fondé en 1843 par les sœurs du Saint-Cœur de Marie. En mars 2002, ce lieu, laissé à l'abandon, est racheté par le Patriarcat orthodoxe de Serbie, c'est à partir de ce moment qu'il devient un monastère orthodoxe. Il est ensuite vendu, en 2015, au métropolite roumain d'Europe occidentale et méridionale. Il est aujourd'hui sous la responsabilité de la mère higoumène Doroteea Ștefanache, chaleureusement appelée mère Dorothée par les pèlerins français. Celui-ci se situe à Godoncourt, dans les Vosges. 

## Histoire

### Fondation du monastère de Godoncourt
En l'an 1843, deux sœurs de sang, les sœurs Garcin, déciden de fonder un couvent. Elles prennent alors les démarches nécessaires et recevront l'autorisation de l'évêque local pour fonder le couvent du Saint-Cœur de Marie sous la juridiction du diocèse catholique de Saint Dié. Ce couvent, fondé dans la maison même des sœurs Garcin, est dirigé par l'une des deux sœurs Garcin, la sœur Joseph, pendant que leurs parents y vivent encore. Il a pour honorable vocation l'éducation des jeunes filles de campagnes, ainsi que celui de servir de lieu de retraite spirituel riche pour le monde catholique. Plusieurs sœurs rejoignent ce couvent et élèvent, par un labeur intense, une magnifique chapelle ogivale ainsi qu'une élégante bâtisse dans laquelle celles-ci vivent et travailent. Le couvent est très actif mais finit par être abandonné en 1987, à cette époque, le chauffage y est mauvais, et les conditions ne sont pas optimales pour y vieillir, les trois dernières sœurs, trop âgées, sont déplacées par l'évêché catholique dans un hôpital pour moniale, et le lieu devient désert. 

### Achat du couvent par le Patriarcat orthodoxe de Serbie et rénovation

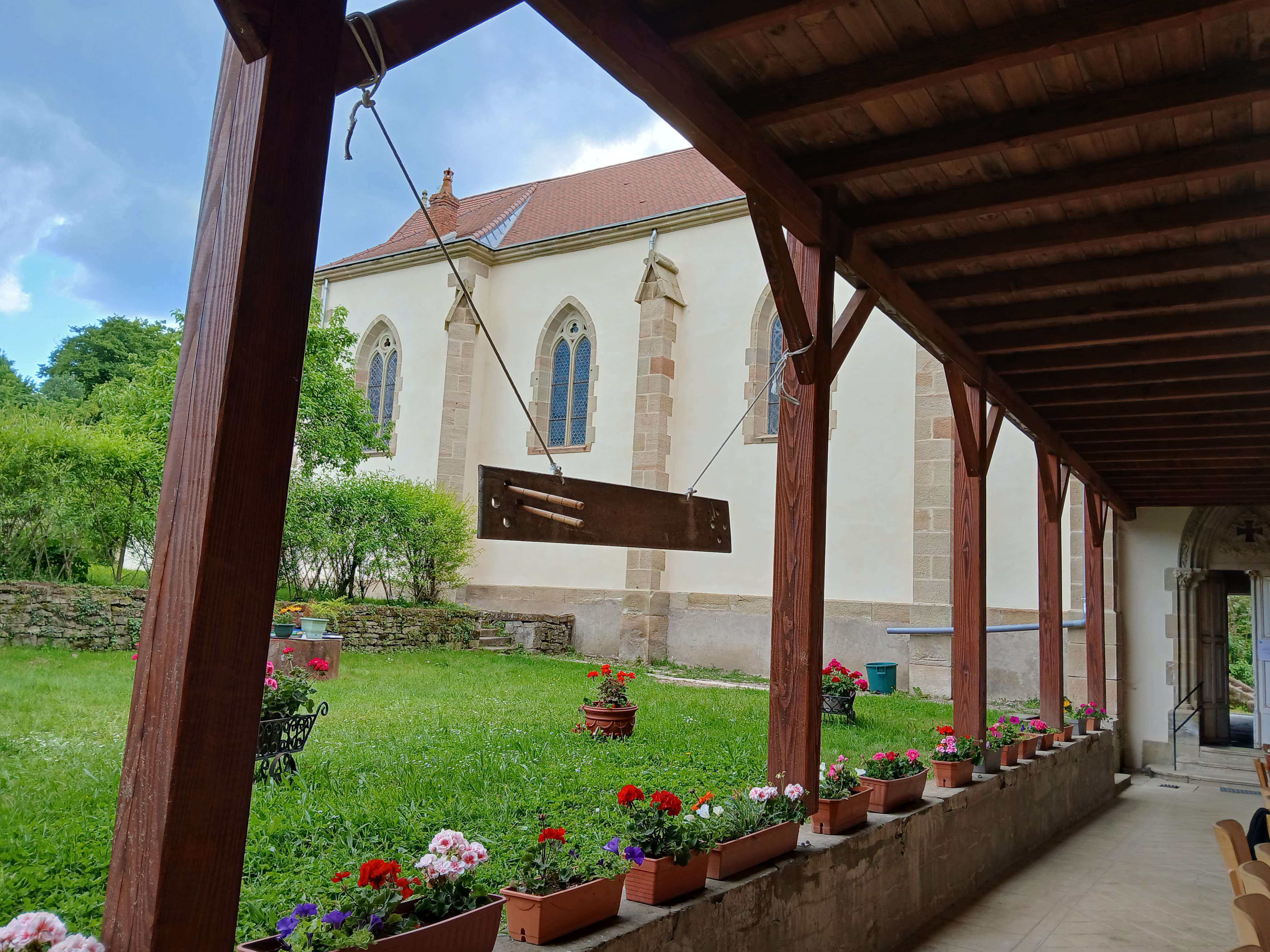
Vue de l'intérieur du monastère de Godoncourt, sa chapelle et son jardin y sont visibles.

En 2002, le Patriarcat orthodoxe de Serbie rachète le bâtiment suite à une mise en vente par le Diocèse de Saint-Dié à cause d'un manque de nouvelles vocations et un état mauvais. En cette année, le couvent catholique devient un monastère orthodoxe et est renommé « Monastère orthodoxe de la Nativité de la Vierge Mère de Dieu ». Il sera dès lors occupé par huit moniales, dont la mère higoumène Helena. Les huit mères constatent rapidement l'état délabré des lieux mais n'hésitent pas une seconde pour le rénover: elles nettoient et aménagent chaque pièce en plus de plâtrer de nouveau chaque mur et de les repeindre. Ces efforts sont soutenus par la population locale bénévolement. Malgré ces efforts, l'électricité ainsi que le chauffage ont parfois des problèmes récurrents, de même pour la toiture qui expose les moniales à un problème d'une envergure nouvelle. Il faut une nouvelle forme d'organisation afin d'arriver à lever des fonds importants pour réussir à entreprendre des travaux. En 2013, une communauté invite les moniales à occuper un bâtiment vide en Mayenne, dans la forêt de Bois-Salair, elles partent dès lors et fondent un monastère encore occupé aujourd'hui. Le bâtiment est quitté avec beaucoup de regrets par les moniales serbes, il est dès lors proposé à la vente dans l'espoir d'être de nouveau occupé, les moniales étant particulièrement concernées par l'envie de voir ce bâtiment continuer de vivre dans la prière.

### Vente à la communauté roumaine et occupation actuelle

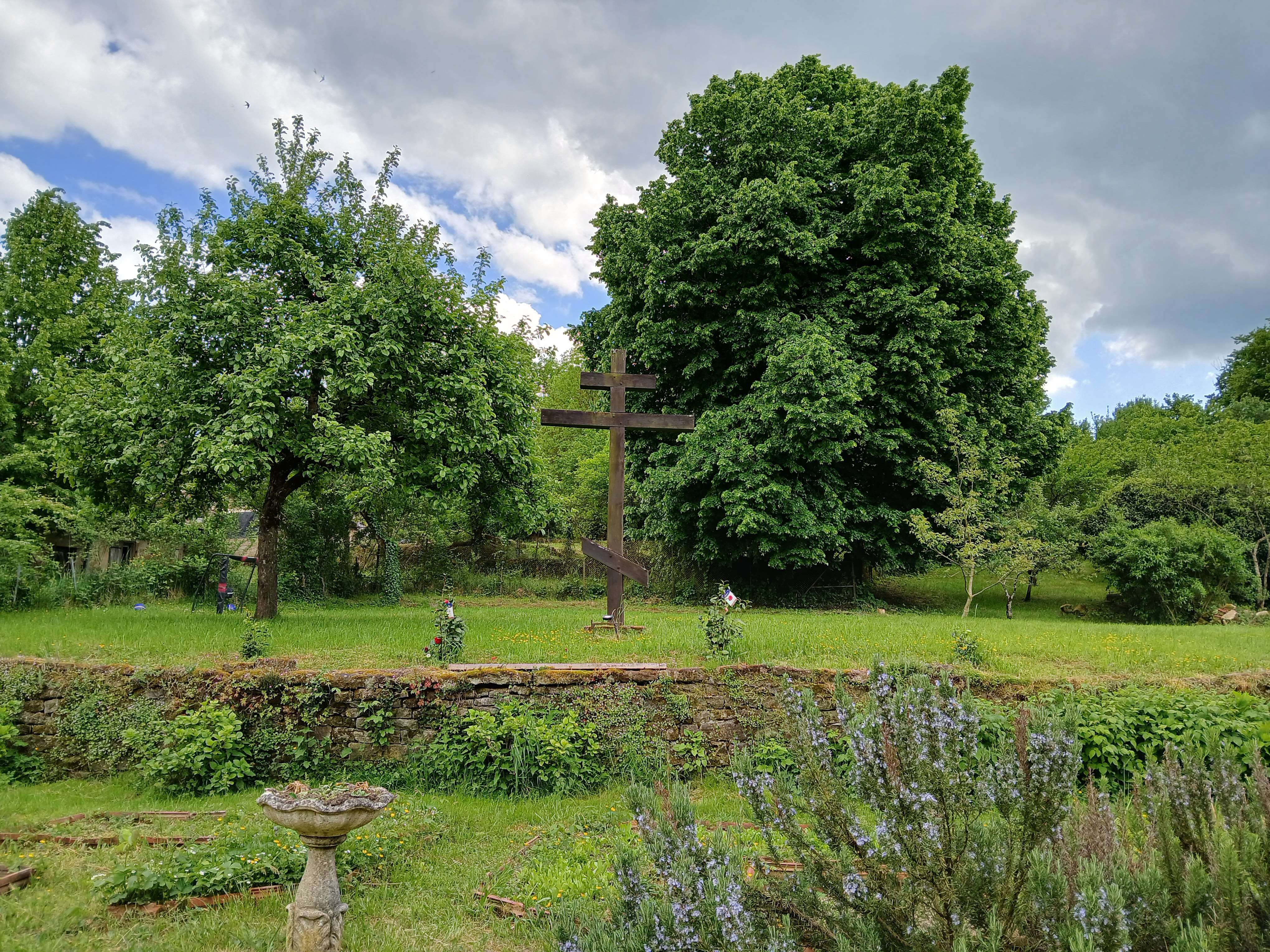
Partie ouest du jardin du monastère de Godoncourt, une croix orthodoxe y est élevée.

En 2015, le Patriarcat orthodoxe de Serbie trouve enfin un acheteur, il s'agit du Métropolite roumain d'Europe Occidentale et Méridionale. Le monastère reste orthodoxe et est toujours dédié à la Nativité de la Mère de Dieu. Il est alors confié à la mère higoumène Dorothée, qui occupe le monastère avec la compagnie de mère Euphémie, toutes deux assistées par le père Joseph pour les services liturgiques. Le monastère, bien qu'en meilleur état qu'originellement, nécessite toujours des réparations, c'est pourquoi mère Dorothée a pour obédience la restauration du monastère afin de le rendre comme neuf et pleinement viable. Le père Séraphin apporte son aide aux moniales du monastère de Godoncourt, apporte une ascèse formidable et ses connaissances dans le chant byzantin.

## Expositions au monastère de Godoncourt
Profitant de la taille des lieux, l'higoumène mère Dorothée dédie plusieurs pièces du monastère à des expositions dans le but d'éduquer les visiteurs autant sur l'histoire des lieux que sur la culture française, mais aussi roumaine. 

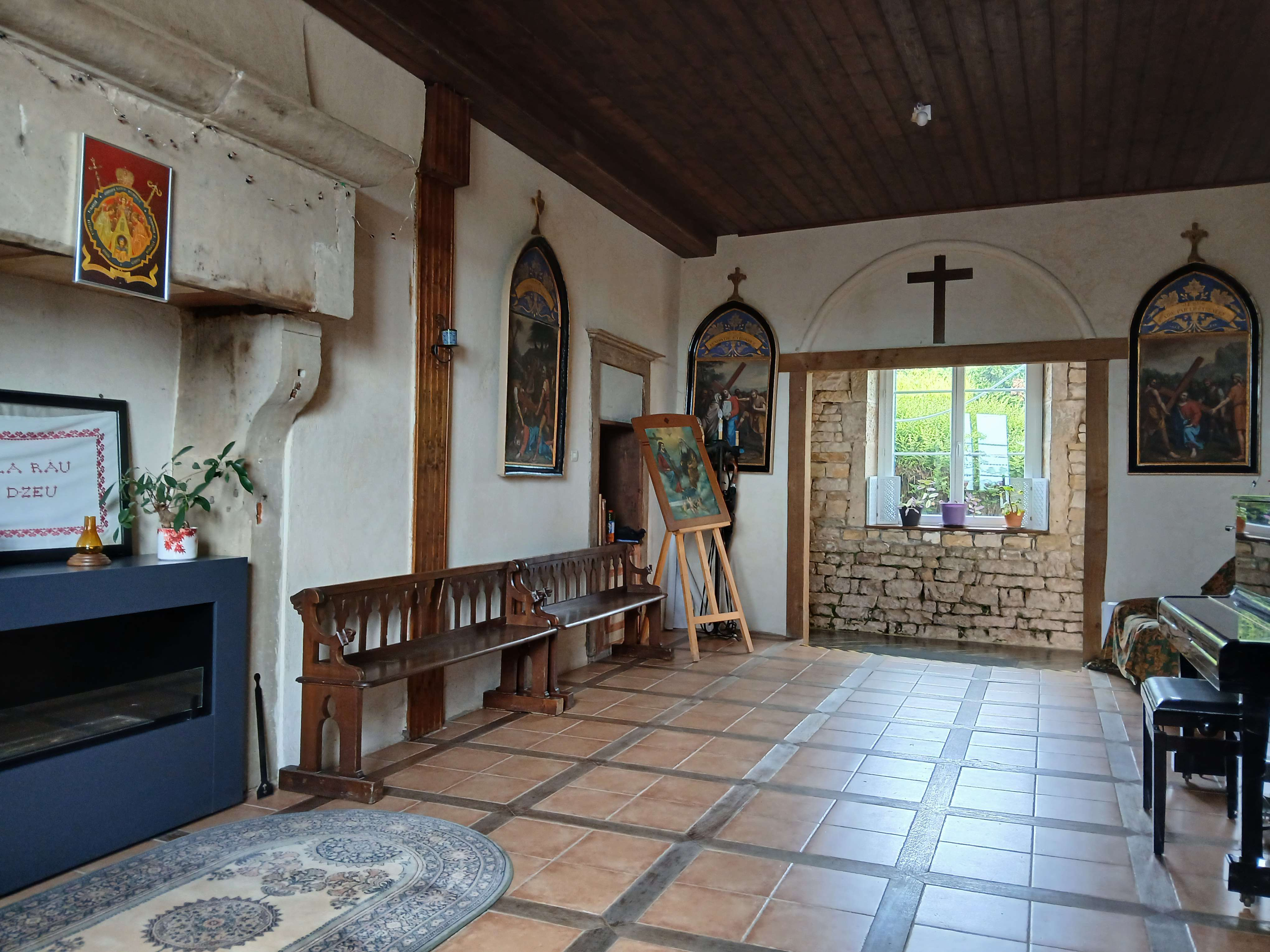
Hall du monastère, une exposition sur l'histoire des lieux y prend place.

La première pièce dédiée à cette exposition est le hall même du monastère. Visible à l'arrivée même, elle démontre du respect que possède le monastère pour le passé catholique qu'a eu celui-ci. D'anciens tableaux du couvent, rénovés par mère Dorothée, représentant des stations du chemin de croix, une tradition que les catholiques suivent ardemment, sont exposés. On peut aussi y apercevoir un tableau représentant la Trinité dans un style clairement occidental, voire d'influence catholique, de par la représentation de la doctrine du Filioque en celui-ci. A coté de cela, nous pouvons observer le sceau du métropolite roumain d'Europe occidentale et méridionale exposé, montrant tout de même la mission de transformer ce couvent catholique en un lieu spirituel important pour l'orthodoxie en France. Des images d'archives du monastère et de Godoncourt sont également exposées dans le but de montrer l'histoire des lieux. 

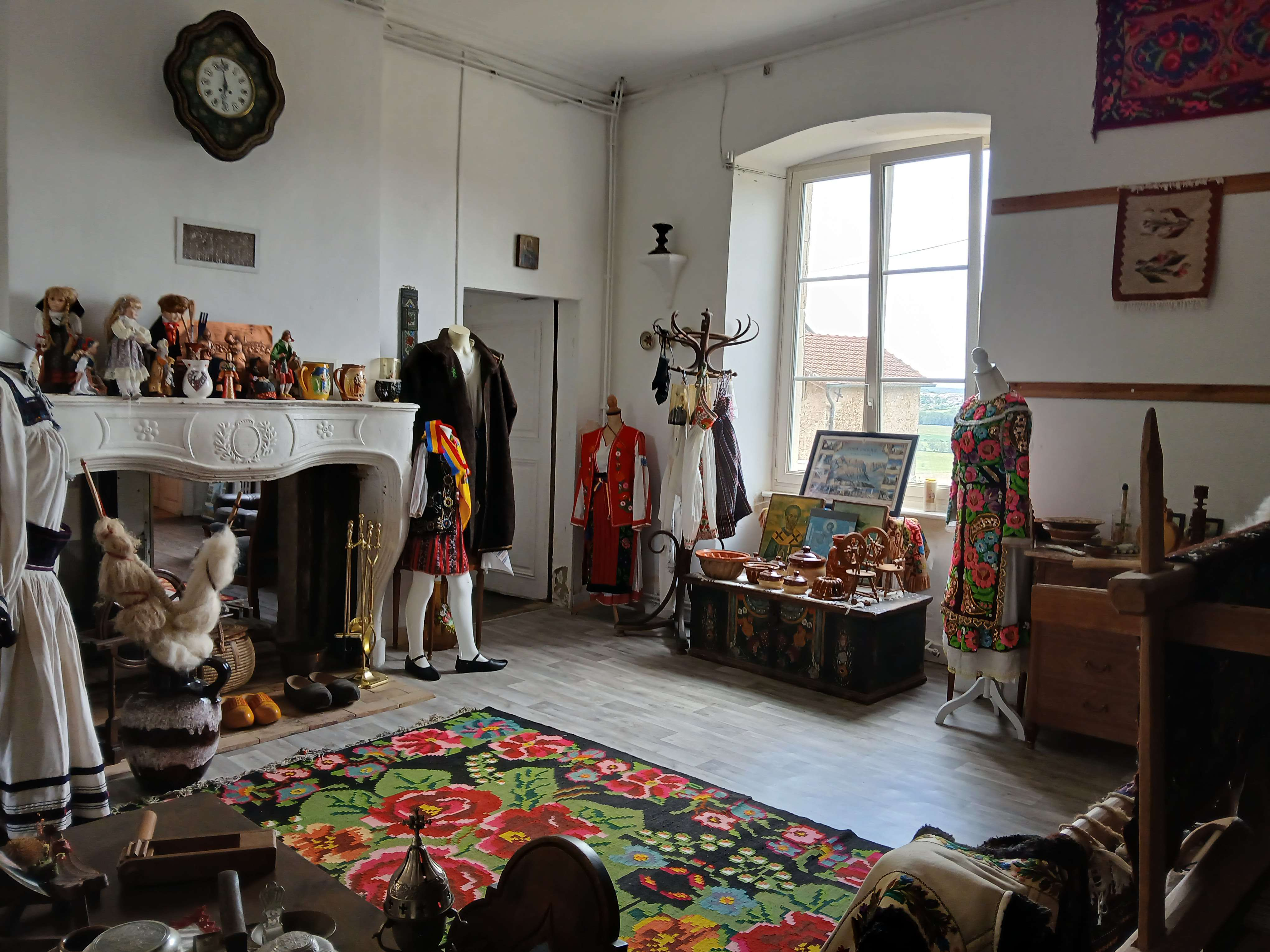
L'une des expositions culturelles du monastère.

Deux pièces sont dédiées à l'exposition de la culture française, roumaine, mais aussi moldave, et leurs éléments les plus essentiels, dans une collaboration innovante de ces cultures latines qui ont une place importante dans l'histoire de ce monastère et de ses occupants. Dans ces expositions, nous pouvons retrouver divers objets plus ou moins décoratifs voire quotidiens dans la vie, ceux-ci sont majoritairement roumains et moldaves, l'acquisition d'objets de tradition locales françaises étant assez dur. Nous pouvons cependant remarquer une magnifique plaque en bronze représentant deux paysans français priant l'Angelus, reprenant l'œuvre de Jean-François Millet. De plus, divers broderies moldavo-roumaines sont exposées, accompagnées de tenues traditionnelles roumaines pour la vie courante, ou des évènements comme le mariage.

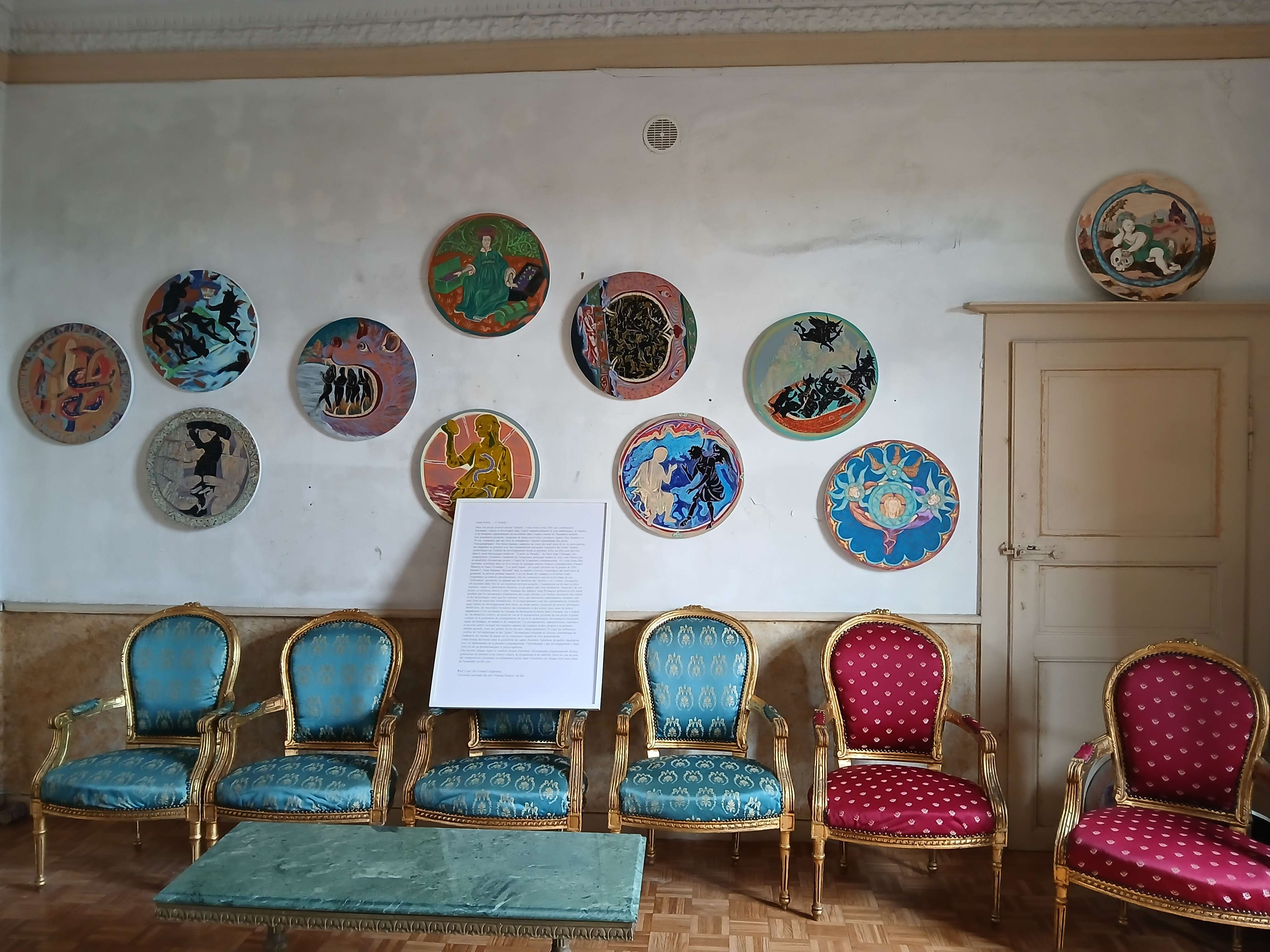
Exposition artistique représentant L’Échelle sainte de saint Jean Climaque.

La dernière pièce d'exposition est quant à elle dédiée à la manière dont l'art et le spirituel s'entremêlent. En effet, le côté gauche de la pièce entreprend l'exposition d'une méthode traditionnelle, qui est celle de l'iconographie, dont résulte les icônes, hautement vénérées, et considérées sacrées dans l'orthodoxie. On peut y voir plusieurs icônes de différents saints et tailles, ainsi qu'une icône d'environ cinquante centimètres de haut représentant saint Nicolas écrite par Geneviève Gouverneur, épouse du père Joseph. Mais à sa droite se trouve deux représentations artistiques uniques et abstraites de l'œuvre de trente chapitres de saint Jean Climaque, " L’Échelle sainte " qui a pour but de résumer l'expérience monastique sous différents degrés d'ascension, les difficultés qu'elle implique, et le danger de chuter, qui peut arriver même en ayant monté très haut, ce qui ne rendra la chute que d'autant plus douloureuse.

## L'Importance culturelle et spirituelle du monastère

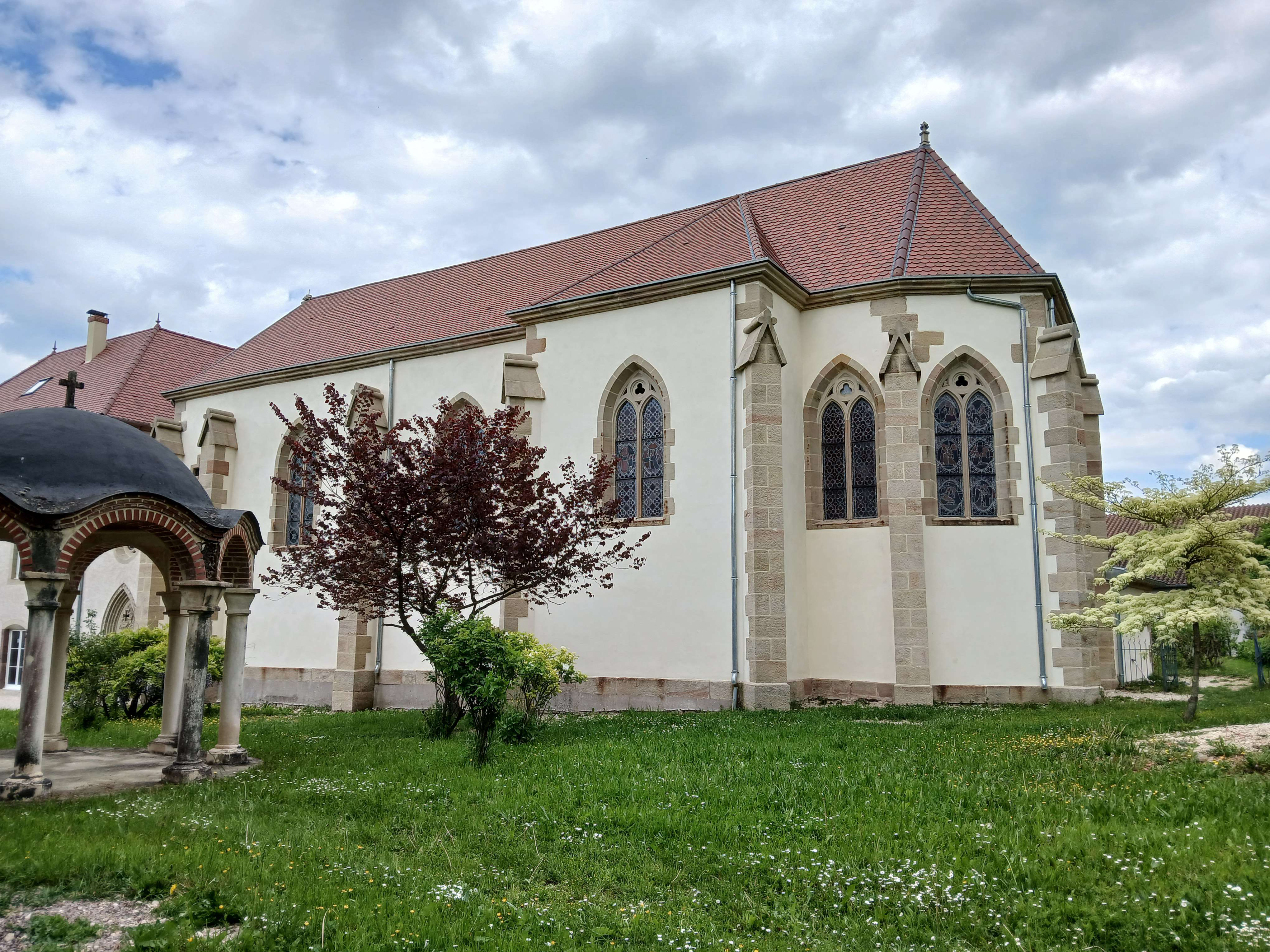
Vue de la chapelle du monastère depuis l'est du jardin.

Le monastère de Godoncourt est le théâtre de plusieurs rencontres. En effet, les enfants, mais aussi les jeunes, spécifiquement ceux de l'association Nepsis, ou encore les familles, viennent de toute la France, mais aussi de l'Allemagne, et de la Suisse voisines afin de se recueillir en ce monastère dans lequel " la nourriture spirituelle est devenue très abondante " pour le monde orthodoxe indique monseigneur Joseph, le métropolite roumain de l'Europe occidentale et méridionale lors d'une interview sur la chaîne Eucharistia. Utilisé comme lieu de pèlerinage pour les chrétiens orthodoxes de l'Europe occidentale, ce monastère possède un rôle déterminant dans le développement de la philosophie, de la culture ainsi que de la spiritualité orthodoxe en ces terres.  

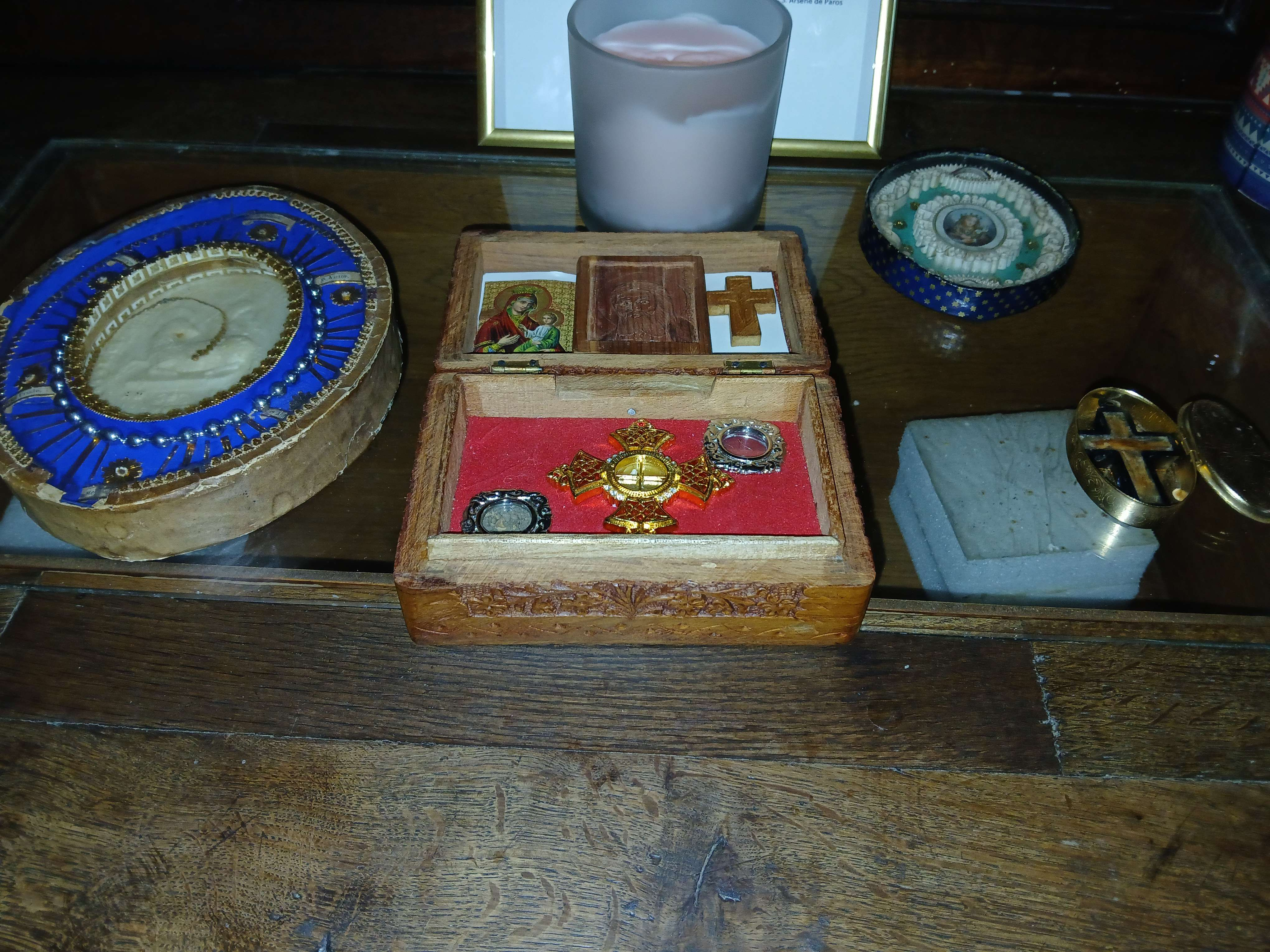
Reliques appartenant au monastère.

### Possession de reliques
Le monastère possède des reliques très vénérées pour le monde orthodoxe et a donc une importance spirituelle non négligeable. En effet, des reliques de saint Séraphim de Sarov (milieu), saint Augustin d'Hippone (en haut à droite), des martyrs du communisme (droite), mais aussi celles de plusieurs saints occidentaux comme saint Victor appartiennent au monastère (gauche). Les reliques sont précieusement gardées à l'intérieur de la chapelle du monastère et sont en capacité d'être vénérées par les pèlerins.

### Apprentissage du chant byzantin
Le monastère de Godoncourt a également plusieurs collaborations avec l'association culturelle Byzantion qui se charge d'envoyer, de temps en temps, des collaborateurs membres du chœur Byzantion afin d'enseigner le chant byzantin aux chrétiens décidant de venir au monastère. Adrian Sîrbu, membre fondateur et président de l'association culturelle Byzantion,, qualifie même le monastère de Godoncourt comme une école de chant byzantin de par ces collaborations, lors d'une interview pour la chaîne Eucharistia.

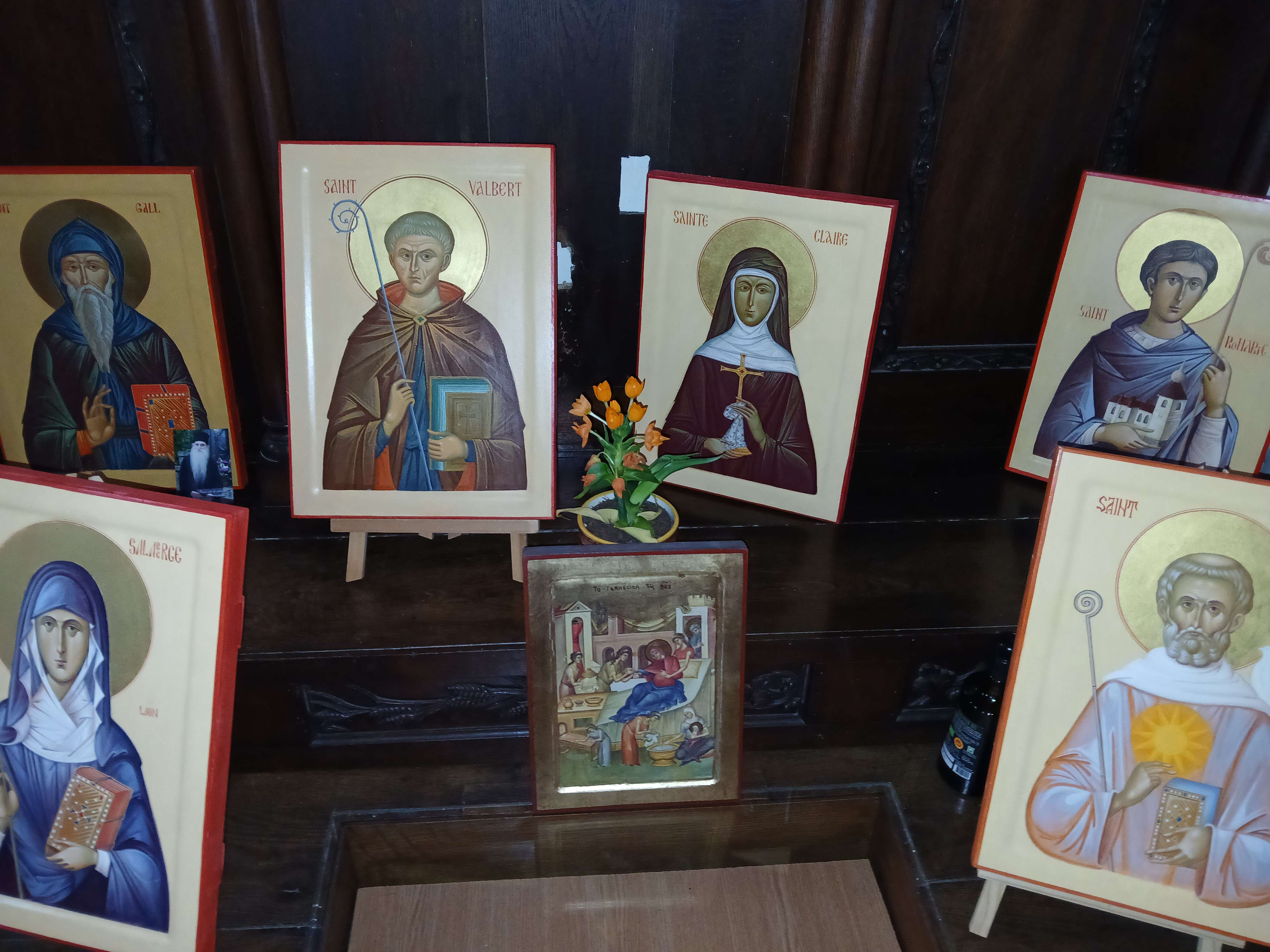
Plusieurs icônes écrites par le monastère, chacune d'elles représente un saint orthodoxe du premier millénaire du territoire français.

### Un lieu d'iconographie important pour la France
Le monastère de Godoncourt possède aussi une richesse rare pour l'occident orthodoxe, spécifiquement la France, qui est l'iconographie. Une iconographie d'autant plus riche qu'elle a la sensibilité de s'attarder sur les saints orthodoxes qui ont un lien avec l'histoire de la France. Ainsi, nous pouvons retrouver au monastère des icônes de saint Colomban, mais aussi saint Romaric, saint Gall, saint Valbert, dont les vies furent influencées par les actions de ce dernier. Ainsi que celles de sainte Claire de Remiremont, sainte Salaberge de Laon, sainte Odile, saint Dieudonné, dit saint Dié, saint Rémi, saint Bénigne de Dijon et saint Élophe, martyr. En l'été 2025, le monastère de Godoncourt a également pour ambition d'écrire les icônes des saints martyrs de Lyon. L'importance de ces lieux pour l'iconographie en France ne s'arrête pas là, sous la direction de mère Dorothée, et l'assistance de mère Euphémie, le monastère organise également de nombreux ateliers dans le but d'apprendre l'iconographie. La réception de nombreux étudiants expérimentés dans l'art de l'iconographie, venant tout droit de la Roumanie, est aussi fréquente, permettant la connaissance sur le plan internationale de l'iconographie des saints français orthodoxes, mais également une production plus riche et abondante de ces icônes. Tout cela se passe dans la reconnaissance et la bénédiction de monseigneur Joseph, sensible à cette cause.

## Mode de vie
La règle de prière de saint Séraphim de Sarov est suivie dans ce monastère. Elle implique notamment une dévotion particulière à la mère de Dieu, ainsi qu'une procession fréquemment faite autour du monastère, conduite par la mère higoumène Dorothée. Les offices liturgiques sont célébrés dans la chapelle, les visiteurs peuvent y assister et les Orthodoxes participer à l'eucharistie, permettant aux pèlerins une expérience accrue dans leur dévotion spirituelle.

## Autres
- Le monastère possède une boutique sur place, mettant à disposition des icônes, des bougies, de l'encens, de la myrrhe, du charbon, des livres et autres produits abondants dans le monde orthodoxe.
- Site officiel du monastère de Godoncourt.